# Batnorov
Batnorov (mongoliska: Батноров Сум, Батноров, Batnorov Sum) är ett distrikt i Mongoliet.   Det ligger i provinsen Chentij, i den östra delen av landet, 300 km öster om huvudstaden Ulaanbaatar.